# Sju liv
Sju liv är en novellsamling av Eyvind Johnson utgiven 1944.
Det är en samlingsutgåva med noveller ur samlingarna De fyra främlingarna, Natten är här, Än en gång, kapten! och Den trygga världen.
Om titeln påpekade författaren i ett kort efterord att den syftade på "att hans figurer är av minst sju sorter".

## Källa
1. ↑  Sju liv Libris
2. ↑  Örjan Lindberger Människan i tiden. Eyvind Johnsons liv och författarskap 1938-1976, Bonniers 1990, sid. 141